# Condensato chirale
Un condensato chirale (detto anche condensato fermionico o condensato di quark) è un parametro della rottura della simmetria chirale in una teoria in cui i fermioni sono privi di massa.
In una teoria con uno o più campi fermionici, indicati dal simbolo ψα, con una simmetria di sapore chirale in relazione coi campi, se il valore di aspettazione del vuoto {\displaystyle \langle {\bar {\psi _{\alpha }}}\psi _{\beta }\rangle } è diverso da zero, allora si dice che si è formato un condensato chirale e che la simmetria chirale è spontaneamente rotta.

## Esempi

### La teoria BCS
La teoria BCS (dalle iniziali di John Bardeen, Leon Cooper e Robert Schrieffer) della superconduttività ha un condensato chirale. Una coppia di elettroni in un metallo, che abbiano spin opposto possono formare  uno stato limite scalare chiamato coppia di Cooper. Pertanto lo stesso stato limite forma un condensato. Poiché la Coppia di Cooper possiede una carica elettrica, questo condensato fermionico rompe la simmetria di gauge elettromagnetica, dando origine alle magnifiche proprietà elettromagnetiche di questi stati.

### QCD
Nella cromodinamica quantistica (QCD) il condensato chirale è anche  detto condensato di quark. Questa proprietà del vuoto QCD è in parte responsabile della massa degli adroni (insieme ad altri condensati come il condensato gluonico).
In una versione approssimata della QCD che considera masse nulle per Nf quark, il gruppo della simmetria chirale della teoria è SU(Nf)XSU(Nf). Il vuoto QCD rompe spontaneamente questa simmetria a SU(Nf) formando un condensato di quark non nullo. Il condensato di quark è un parametro d'ordine della transizione tra numerose fasi della materia di quark.
Questo fatto è molto simile alla teoria BCS della superconduttività. Le coppie di Cooper sono analoghe ai mesoni pseudo-scalari. Comunque il vuoto non trasporta cariche e quindi tutte le simmetrie di gauge non sono rotte. Correzioni della massa dei quark possono essere incorporate utilizzando la teoria della perturbazione chirale.